# St. Nikolai (Langeneichstädt)

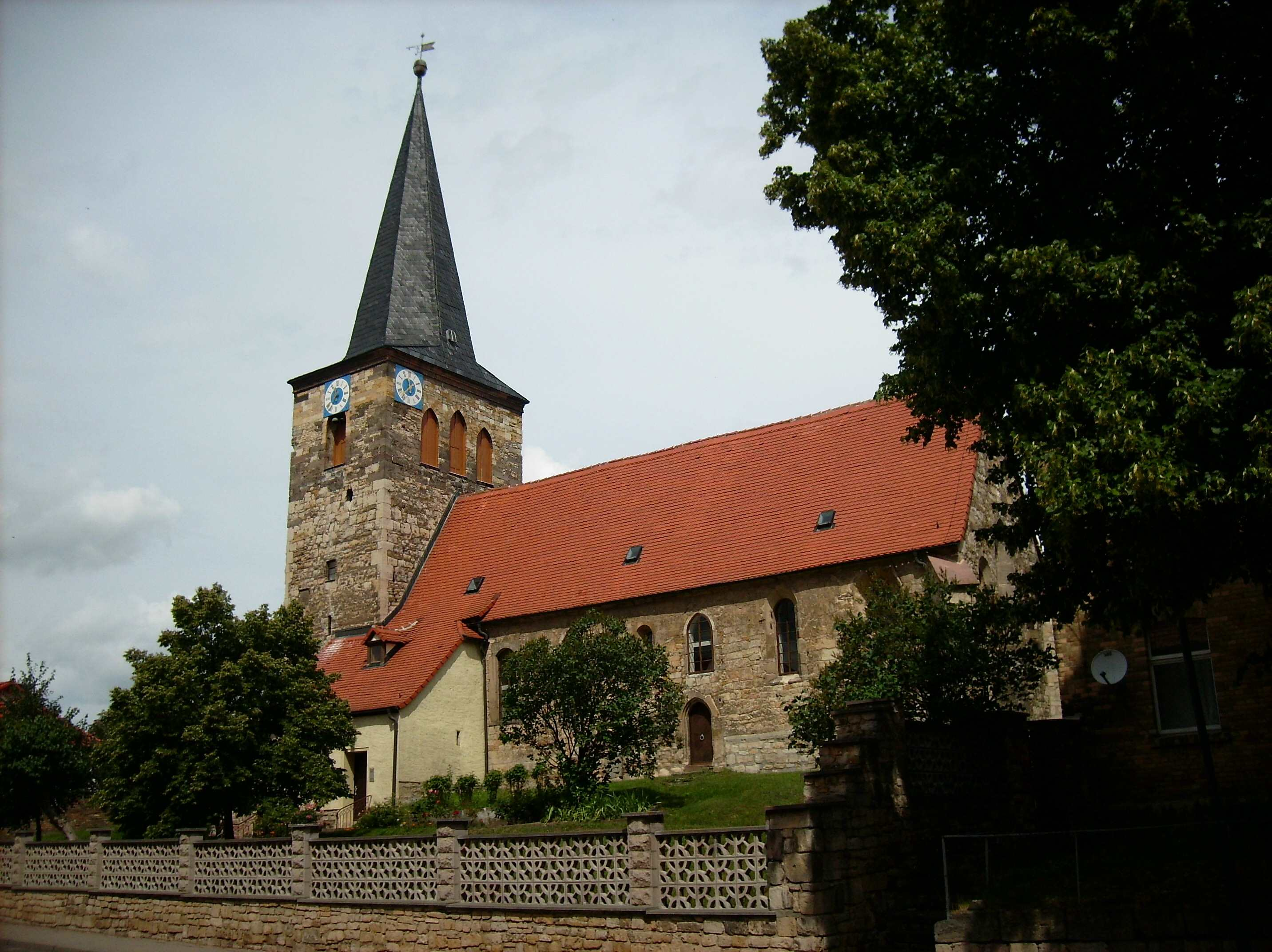
Ansicht von Südosten

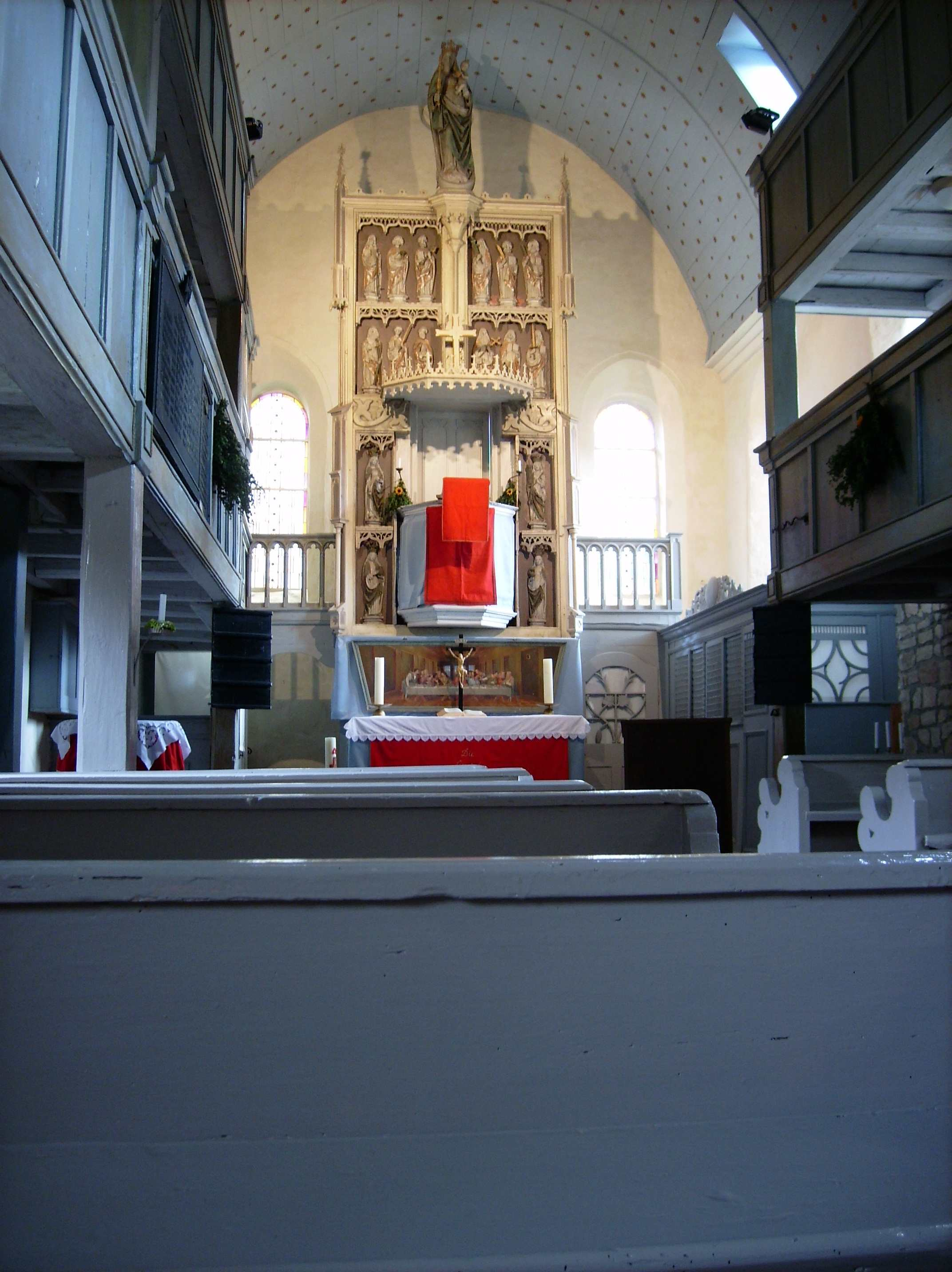
Kanzelaltar

St. Nikolai ist eine evangelische Kirche in Langeneichstädt in der Stadt Mücheln (Geiseltal) im Saalekreis in Sachsen-Anhalt.

## Lage
Die Kirche steht im ehemaligen Obereichstädt nordwestlich vom Lindenplan zwischen der Friedensstraße im Süden der Wein-Kupfer-Straße im Norden Langeneichstädt (Kirchberg 14) an erhöhter Stelle.

## Geschichte und Architektur
Der erste Steinbau war romanisch und wurde mehrfach überformt. Den Saalbau schließt ein breiter Westturm ab. Der spitze und achteckige Turmhelm stammt aus dem Jahr 1665. Erstmals erneuert wurde die Kirche im 14. Jahrhundert, wovon die spitzbogiges Fenster künden. An der Südseite des Schiffes hat sich zudem eine romanische Fensteröffnung erhalten. Das erhaltene Schlagwerk der Kirchenuhr ist das einzige der drei Kirchen im Ort, das noch intakt ist. Die Schallarkaden sind gotisch geprägt, stammen aber von einer Turmerhöhung aus dem Jahr 1847, sind als neugotisch. 
Die Kirche steht unter Denkmalschutz und ist im Denkmalverzeichnis mit der Erfassungsnummer 094 05938 als Baudenkmal eingetragen. Sie ist etwas über 24 Meter lang und sechs Meter breit.
Ähnlich wie St. Wenzel in Niedereichstädt war die dem heiligen Nikolaus von Myra geweihte Kirche jahrhundertelang eine Pfarrkirche. Die Pfarrer sind seit dem Jahr 1539 lückenlos dokumentiert. Darunter befand sich von 1636 bis 1672 Christoph Koch, Sohn des Pfarrers von Niedereichstädt Oswald Koch (amtierte 1599–1637) sowie Enkel von dessen Vorgänger Martin Koch (Pfarrer von Niedereichstädt 1551–1599). Der letzte Pfarrer amtierte bis zum Jahr 1996. Zurzeit (2023) gehört die Kirchengemeinde Langeneichstädt, Ober- und Niedereichstädt, Oechlitz, Wünsch zum Pfarrbereich Mücheln-Langeneichstädt im Kirchenkreis Merseburg der Evangelischen Kirche in Mitteldeutschland (EKMD).

## Ausstattung und Inneres
Den Innenraum prägen die gewölbte Holztonne sowie die doppelgeschossigen Emporen. Der bis zur Decke hinauf reichende, barocke Kanzelaltar verwendet spätgotische Schnitzfiguren aus der Mitte des 15. Jahrhunderts. Bekrönt wird er von einer Madonna mit Kind, darunter befinden sich die 12 Apostel in Dreiergruppen, die Kanzel umgeben vier Heiligenbildnisse. Es handelt sich hierbei um Agnes, Dorothea, beide links der Kanzel, sowie Barbara und Margaretha, beide rechts der Kanzel. Auch der Taufstein wird in die Spätgotik datiert.
Friedrich Emil Heerwagen (Klosterhäseler) begann im Jahr 1892 mit dem Bau der Orgel, stellte sie aber nicht fertig. Im Jahr 1895 wurde sie von Wilhelm Rühlmann (Zörbig) abgeschlossen. Sie gilt daher als Heerwagen-Rühlmann-Orgel und besitzt als Besonderheit ein Harmonium-Register. Während der Sanierung wurde sie im Jahr ausgebaut und im Jahr 2008 – saniert von Gottfried Backhaus, neu intoniert und gestimmt durch Hugo Weidemann – wieder übergeben.

## Umfeld

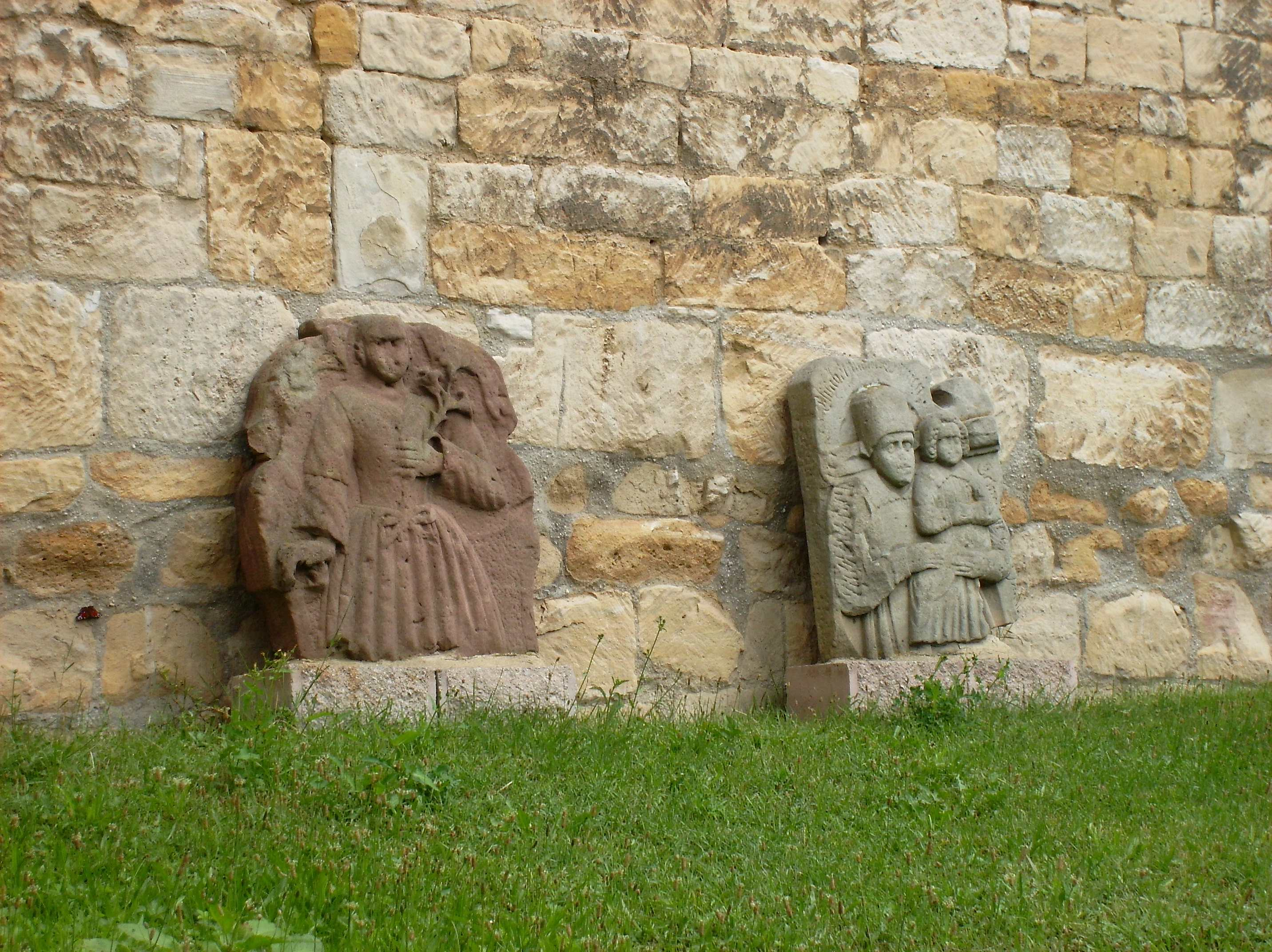
Grabsteine

An der Außenseite der Kirche befinden sich zwei figürliche Grabsteine, ansonsten ist der ehemalige Friedhof beräumt worden.

## Sage
Der von Lehrer Schramm aus Niedereichstädt aufgezeichneten Sage nach war Obereichstädt im Mittelalter zunächst nach Niedereichstädt eingepfarrt und ein dort auf der Burg ansässiger Propst, der eine Pfarrei in Obereichstädt verhinderte. Ein ältliches Liebespaar, das keine Möglichkeit einer Ehe sah, soll 24 Acker Feld gestiftet haben, um so einem Pfarrer die Auskunft zu ermöglichen. Der Junggeselle Konrad Bornhake wurde daraufhin in Rom vorstellig und konnte sich gegen den Propst durchsetzen. Er kehrte in den Ort zurück und musste ein zweites Mal nach Rom wandern, da er es verpasst hatte, sich das Siegel auf die Urkunde prägen zu lassen.